# Stommelerbusch

Erdbeerkultur

Stommelerbusch ist ein Straßendorf nordöstlich von Stommeln, einem Ortsteil der Mittelstadt Pulheim. Er ist der jüngste Ortsteil der Kommune und hat über 900 Einwohner. Stommelerbusch bildet den nördlichsten Punkt des Rhein-Erft-Kreises.

## Lage
Stommelerbusch grenzt im Osten an den Chorbusch. Dieser gehört zur Stadt Köln. Durch diesen führt eine gesperrte Straße zum Dormagener Stadtteil Hackenbroich, welcher sich gut zwei Kilometer nordöstlich von Stommelerbusch befindet. Südwestlich von Stommelerbusch liegt die Ortschaft Stommeln und im Westen befindet sich der Butzheimer Busch, der im Rhein-Kreis Neuss liegt. Im Norden von Stommelerbusch liegt in gut zwei Kilometer Entfernung die Kreisstraße Anstel-Delhoven und das Kloster Knechtsteden.

## Geschichte

### Bis zum 19. Jahrhundert
Bei Grabungen im Jahre 1853 wurden in der Nähe des heutigen Gertrudenhofes zahlreiche römische Fundstücke durch einen Rodepflug zu Tage gefördert, darunter Tonscherben, Ziegel, eine Münze und das Fragment einer Säule, vor allem aber ein Grabstein, der an Gaius Acutius Speratus und seine Frau Petronia Lustria erinnert. Die Funde lassen darauf schließen, dass sich in Stommelerbusch vor etwa 1700 Jahren eine Villa Rustica, ein römisches Landgut befand, wie es sie zu der Zeit viele im Bereich der Römerstadt Köln gab.
Bevor das Land von den Römern besetzt wurde, befand sich dort ein Urwald, welchen die Römer nun abholzten.
Mit Eindringen der Franken im 4. Jahrhundert verkam die römische Stadtkultur und somit eine zusammenhängende Gutswirtschaft. Auf dem sich selbst überlassenen Land konnte sich der Wald wieder ausbreiten.
Die Häuser der beiden Wald- oder Buschgrafen Haus Hasselrath und Haus Mutzerath sind im Codex Welser 1723 überliefert.

### 19. und 20. Jahrhundert

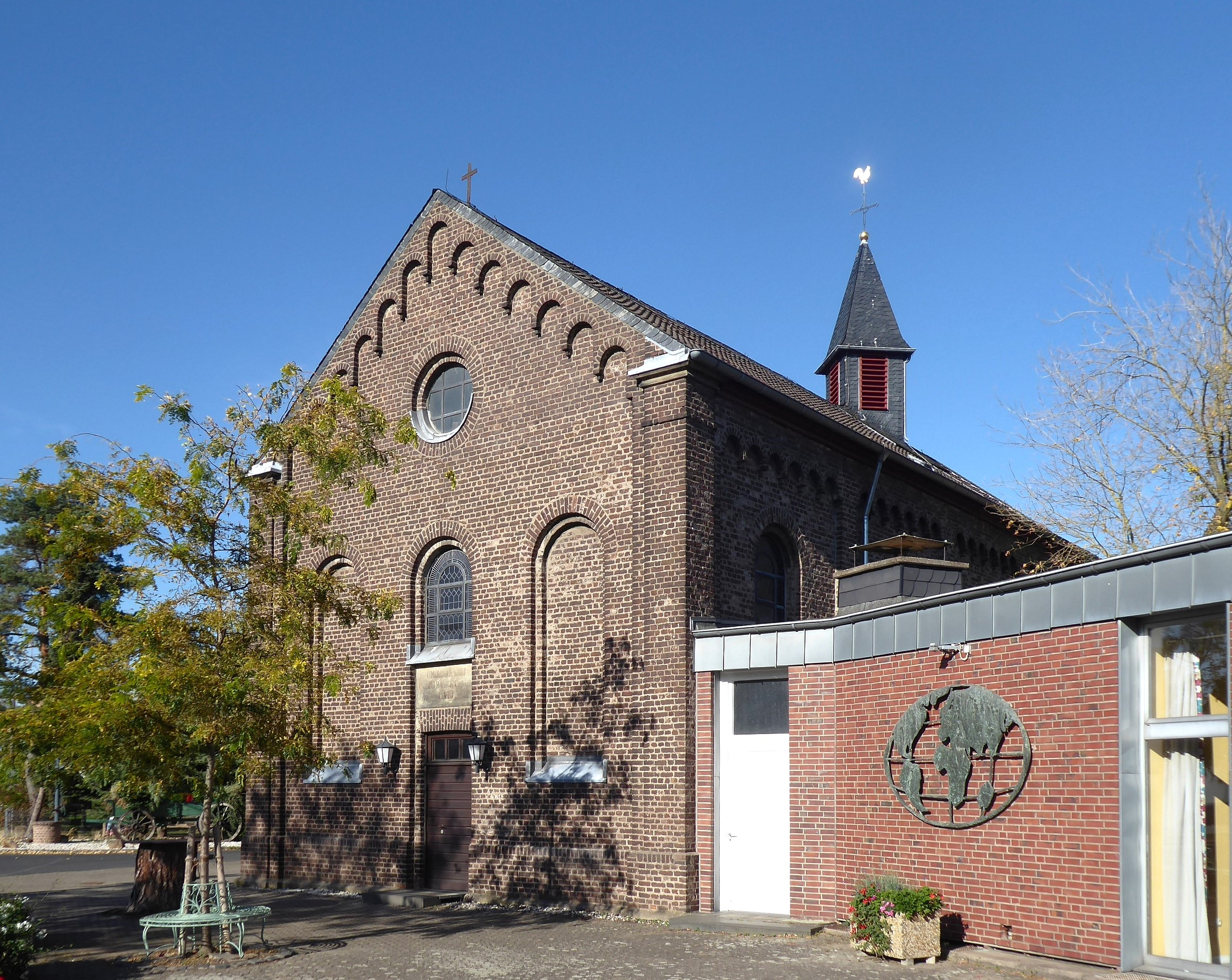
Kirche St. Bruno

Noch Mitte des 19. Jahrhunderts lag dort ein Waldgebiet, der Stommeler Busch, welcher Gemeinschaftseigentum war. In diesem Gebiet wurden die Rodehöfe er- oder ausgebaut. Um 1810 orientierten sich die Stommeler immer mehr zu diesem Waldgebiet und somit begann die allmähliche Besiedelung von Stommelerbusch durch intensive Waldrodung. Aufgrund der Gemeindeordnung von 1845 wurden dann die Weiler Ingendorf und Stommelerbusch nach Stommeln eingemeindet. Bereits 1867 verfügte Stommelerbusch über eine eigene Kirche St. Bruno und eine Schule. Nach 1900 wechselte ein großer Teil der Bewohner ihre Arbeitsplätze von der Landwirtschaft in die Industrie. So gab es bis 1960 eine private Buslinie der Kölner Firma Glanzstoff nach Stommelerbusch. 1973 wurde nordöstlich von Stommelerbusch ein Munitionsplatz mit einem Schießplatz der NATO eingerichtet. Zunächst bewachten belgische Truppen diese Einrichtungen. Seit dem 1. Januar 1975 gehört Stommelerbusch zur Stadt Pulheim.

## Kultur und Freizeit
- Kindertagesstätte „St. Bruno“
- Jugendeinrichtung der Katholischen jungen Gemeinde (KjG) Stommelerbusch.

### Veranstaltungen
- Bis 2009 fand jährlich in Stommelerbusch das internationale Golfturnier Mercedes-Championship, früher als Linde-German-Masters bekannt, im Golfclub Gut Lärchenhof statt.
- Das jährliche volkstümlich gestaltete Erntedankfest mit Festumzug ist in der weiteren Umgebung über den Kreis hinaus bekannt.